# Codorniz-da-nova-zelândia
Codorniz-maori (Coturnix novaezelandiae), também conhecida por codorniz-da-Nova-Zelândia ou Codorna da Nova Zelândia ou koreke na língua Maori era uma espécie de codorniz endémica da Nova Zelândia. Eram pássaros pequenos com penas marrons pequenas,e tons amarelos e vermelhos, sendo caçados por suas penas vibrantes. Uma das principais causas da sua extinção foi a introdução de espécies invasoras de predadores, para as quais não se encontravam minimamente adaptadas.
Conhecida como Koreke em língua maorí, era uma ave que deveria figurar no livro dos recordes. Foram precisos apenas 40 anos para exterminá-la. O primeiro espécime foi capturado em 1827, e os últimos exemplares foram caçados entre 1867 e 1868. Fisicamente, macho e fêmea eram similares em aspecto, ainda que o tamanho da fêmea era menor. O primeiro cientista em descrevê-la foi Joseph Banks, que visitou as ilhas na primeira viagem de Cook.
Acredita-se que abundava em 1865. A extinção foi fruto da introdução de animais forasteiros por britânicos: ratos, porcos, etc. Por suposto, os colonos também colaboraram bastante com a caça devido a sua saborosa carne.